# Angelo Ferrari
Angelo Ferrari (Roma, 14 de agosto de 1897 – Berlim, 15 de junho de 1945) foi um ator italiano da era do cinema mudo.

## Filmografia selecionada
- La sepolta viva (1916)
- La serata d'onore di Buffalo (1916)
- Fiamma! (1920)
- La farina del diavolo (1920)
- Incatenata (1921)
- I tre sentimentali (1921)
- Il vincitore (1941)
- Die Nacht in Venedig (1942)
- I pagliacci (1943)
- Ein Mann wie Maximilian (1945)